# Коулбрук Тауншип (округ Клінтон, Пенсільванія)
Коулбрук Тауншип (англ. Colebrook Township) — селище (англ. township) в США, в окрузі Клінтон штату Пенсільванія. Населення — 196 осіб (2020).

## Демографія
Згідно з переписом 2010 року, у селищі мешкало 199 осіб у 87 домогосподарствах у складі 53 родин. Було 118 помешкань
Расовий склад населення:
| - 93,5 % — білих - 3,0 % — чорних або афроамериканців - 1,5 % — корінних американців |

До двох чи більше рас належало 2,0 %. Частка іспаномовних становила 1,0 % від усіх жителів.
За віковим діапазоном населення розподілялося таким чином: 24,1 % — особи молодші 18 років, 56,8 % — особи у віці 18—64 років, 19,1 % — особи у віці 65 років та старші. Медіана віку мешканця становила 43,8 року. На 100 осіб жіночої статі у селищі припадало 84,3 чоловіків;  на 100 жінок у віці від 18 років та старших — 71,6 чоловіків також старших 18 років.
Середній дохід на одне домашнє господарство  становив 57 929 доларів США (медіана — 44 583), а середній дохід на одну сім'ю — 63 204 долари (медіана — 47 083). За межею бідності перебувало 11,4 % осіб, у тому числі 17,4 % дітей у віці до 18 років та 5,3 % осіб у віці 65 років та старших.
Цивільне працевлаштоване населення становило 85 осіб. Основні галузі зайнятості: виробництво — 24,7 %, освіта, охорона здоров'я та соціальна допомога — 23,5 %, роздрібна торгівля — 9,4 %, сільське господарство, лісництво, риболовля — 9,4 %.